# گورک (راور)
گورک دو، یک آبادی از توابع بخش کوهساران، شهرستان راور در استان کرمان ایران است.

## جمعیت
این آبادی در دهستان حرجند قرار دارد و براساس سرشماری مرکز آمار ایران در سال ۱۳۹۵، جمعیت آن ۵۵۳ نفر (۱۶۲ خانوار) بوده‌است.